# École gaélique (Écosse)

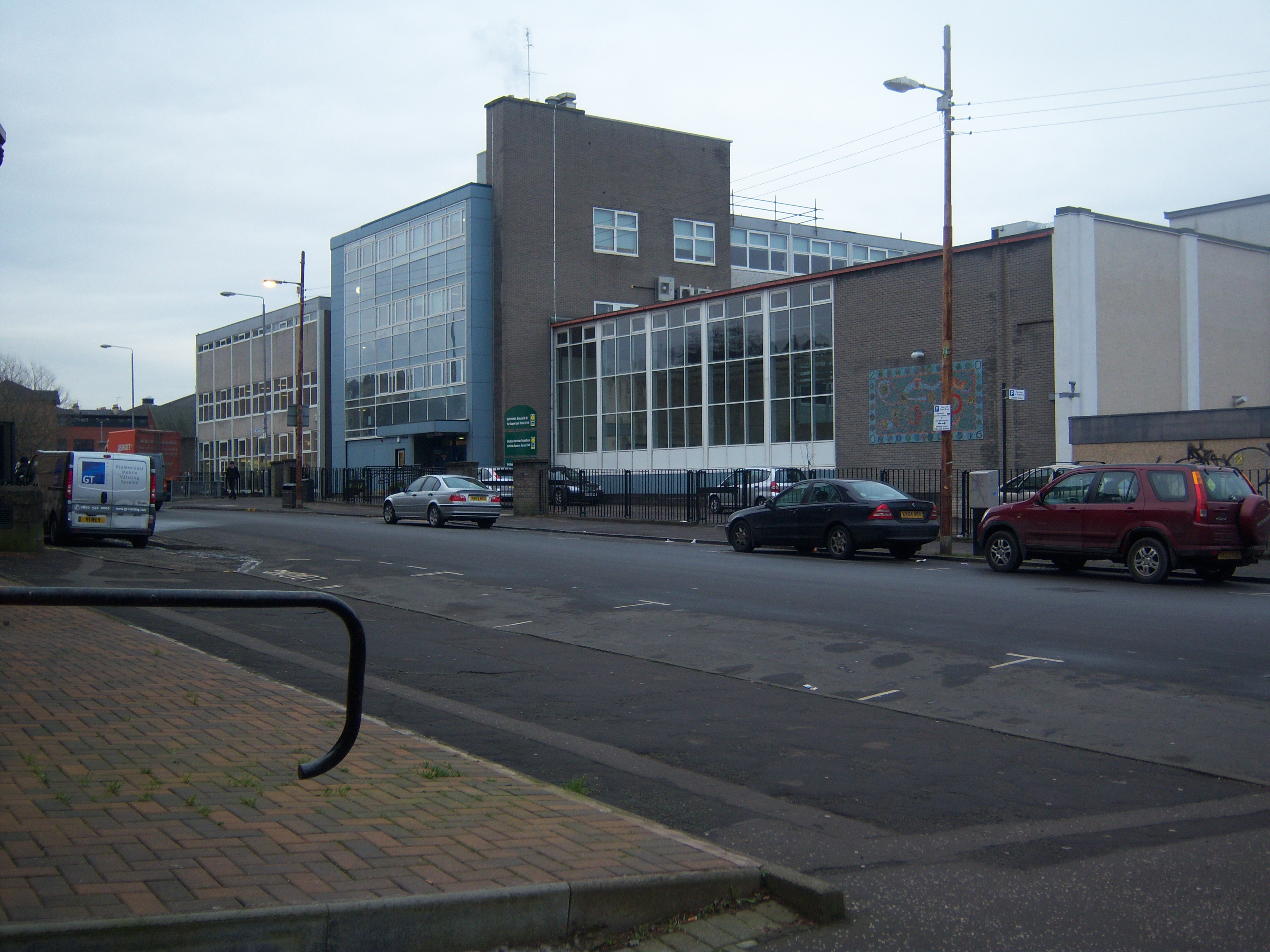
L'école gaélique de Glasgow

Une école gaélique (gaélique écossais: sgoil Ghàidhlig, à ne pas confondre avec l'irlandais Gaelscoil) est un établissement scolaire écossais où l'enseignement est effectué en immersion linguistique. Appelé foghlam tro mheadhan na Gàidhlig (FMG) ou Gaelic medium education en anglais (GME), cet enseignement offre aux enfants de ces écoles la possibilité soit de préserver la pratique de leur langue maternelle, le gaélique écossais, soit quand le gaélique n'est pas leur langue maternelle, d'en acquérir la maîtrise en tant que langue seconde, ce qui leur permet de devenir rapidement bilingues. Aujourd'hui, l'enseignement par le biais du gaélique est disponible dans 14 des 32 académies écossaises.

## Les écoles
Dans les bun-sgoiltean ("écoles primaires"), on utilise une méthode souple pendant les deux premières années. Cela signifie que pour chaque matière enseignée en gaélique, cette langue est utilisée tant pour l'apprentissage même et que pour l'enseignement dans son ensemble. L'enseignement de la lecture et de l'écriture de l'anglais ne commence pas avant la troisième année, où l'anglais est enseigné comme langue seconde. Les autres matières continuent d'être enseignées en gaélique. Il en résulte que lorsque les enfants de ces écoles sortent du primaire, ils parlent couramment gaélique et anglais.
Dans le primaire, le nombre d'élèves a fortement augmenté au cours des années passées. En 1985, il n'existait que deux écoles gaéliques. Elles se partageaient 24 élèves. En 2006/2007, 62 écoles offraient en enseignement en gaélique à 2 000 élèves. Il faut noter, toutefois, que les choses ont beaucoup changé depuis 1985.
Souvent, les écoles gaéliques sont des aonadan ("unités" ou "sections") intégrées à des écoles primaires normales, mais parfois c'est l'inverse. C'est le cas de l'école primaire de Slèite sur l'île de Skye. Alors que la majorité des parents souhaitaient en faire une école entièrement gaélique, le conseiller régional s'y est opposé. En 2006, le conseil régional a décidé d'en faire une école gaélique comportant une unité anglophone.

## Chiffres
D'après les statistiques du gouvernement écossais , on dénombrait en 2008 :
- 718 élèves dans les maternelles gaéliques,
- 2,164 enfants dans les écoles primaires gaéliques,
- 968 élèves dans les écoles secondaires gaéliques,
- 322 élèves d'écoles secondaires qui recevaient l'enseignement d'une ou plusieurs matières en gaélique,
- 2,733 élèves qui apprenaient le gaélique en tant que matière à l'école secondaire,
- Environ 6 000 élèves qui apprenaient le gaélique en tant que matière à l'école primaire.

D'après les statistiques de Bòrd na Gàidhlig on dénombrait en 2016:
- 3 écoles primaires entièrement gaéliques,
- 8 écoles primaires gaéliques comportant une unité d'anglais,
- 47 unités gaéliques au sein d'écoles anglophones
- 1 école secondaire gaélique
- 34 écoles secondaires qui enseignent le gaélique
- 3 autres écoles primaires entièrement gaéliques qui devaient ouvrir leurs portes avant la fin de l'année
- Plus de 4000 élèves dans leur enseignement par le moyen de Gaélique

## Histoire
Dans les années 1950, le Conseil de l'Enseignement du comté d'Inbhir Nis (anglais: Inverness) lance une initiative d'enseignement bilingue à l'Île de Skye et dans les Hébrides, mais les premières écoles gaéliques qui ouvriront en 1985 sont l'école Sir John Maxwell de Glasgow, et la Sgoil a' Mheadhain (école du Centre" ou du "Milieu") d'Inbhir Nis. Au moment de leurs ouverture, 24 élèves sont inscrits.

## Liens
- BBC News 2016-08-26: 30 ans de dh'Gaelic de l'éducation (rapport-vidéo 2:03)
- BBC News 2016-11-23: avertissement à propos de Gaélique à Glasgow (combien d'emplacements de PI)
- BBC News 2017-02-01: idéal pour dh education Gaélique